# 苏州工业园区职业技术学院
苏州工业园区职业技术学院（英語：Suzhou Industrial Park Institute of Vocational Technology，缩写：SIPIVT）是位于中华人民共和国江苏省苏州市苏州工业园区的一所公办普通专科高等学校，隶属苏州工业园区管委会（一说后转为民办），由中国与新加坡共同创建，苏州市劳动局、苏州市教育局、苏州光华集团参与投资，以新加坡南洋理工学院为模板。先后接受过江泽民、李岚清和李瑞环等著名政治家的视察。

## 历史沿革
- 1997年5月2日，时任新加坡总理吴作栋提出工业园区创办学院。
- 1997年12月6日，江苏省教委下发《苏教成（1997）89号》文件，批准成立苏州工业园区职业技术培训学院。
- 1999年10月28日，江苏省政府批准筹建苏州工业园区职业技术学院。
- 2001年6月14日，正式建立苏州工业园区职业技术学院。

## 学校建设
苏州工业园区职业技术学院先后与博世汽车部件（苏州）有限公司、诺基亚西门子通信公司苏州分公司、三星电子（苏州）半导体有限公司和超威半导体技术（中国）有限公司等世界500强企业合作共建了100余间校内实训室。
2017年2月22日，苏州工业园区职业技术学院三星显示学院正式成立，苏州三星显示有限公司（三星集团独资企业）与学院将围绕“智能制造”主题展开全面合作。新落成的学院由自动化综合实训区、气动实训区、工业机器人实训区和教学区四个部分组成，包括传感技术、气动技术、机电技术等基础技术，和多项智能装备技术，为人才培养提供更好的基础设施。

### 教学单位设置
- 机电工程系
- 精密工程系
- 电子工程系
- 信息工程系
- 建筑工程系
- 工商管理系
- 金融管理系
- 数字艺术系
- 人文社科部
- 国际学院
- 继续教育学院